# Nemed
Nemed (grafias modernas: Neimheadh ou Neimhidh), que significa "sagrado" ou "privilegiado", é uma figura da Mitologia irlandesa que aparece no Lebor Gabála Érenn ou Livro das Invasões. Ele foi o líder dos terceiro grupo de habitantes da Irlanda, os Nemedianos.

## Origens e Invasão
Nemed era filho de Agnoman de Cítia, Agnoman era filho de Piamp, filho de Tait, filho de Sera, filho de Sru, filho de Esru, filho de Friamain, filho de Fathochta, filho de Magog.
A Irlanda esteve vazia por trinta anos, depois da morte do último dos seguidores de Partholon quando Nemed zarpou para lá com seus quatro filhos: Starn, Iarbonel o Adivinho, Annind e Fergus "Red-Side". Ele saiu do Mar Cáspio com uma frota de 44 navios, levando um ano e meio. Por fim, apenas o seu navio chegou à Irlanda. Sua mulher Macha, morreu vinte dias depois de desembarcar, e foi enterrada em Ard Macha (Armagh).
Eles chegaram em 2350 AC, de acordo com a cronologia dos Anais dos Quatro Mestres, ou 1731 AC de acordo com a cronologia de Seathrún Céitinn.
Nemed venceu a batalha de Ros Fraechain contra Gann e Segann, dois reis dos Fomorianos, tendo sido ambos mortos. Ele ganhou três outras batalhas contra os Fomorianos, em Badbgna em Connacht, Cnamros em Leinster (na qual Artur, primeiro filho de Nemed nascido na Irlanda, morreu), e Murbolg em Dál Riata (onde seu filho Starn foi morto pelos Fomorianos.

## Conquistas
Houve quatro explosões de lago na Irlanda nos tempos de Nemed, incluindo Loch Annind, que irrompeu do chão quando a cova de Annind estava sendo cavada. Os outros três lagos foram Loch Cal em Ui Niallain, Loch Munremair em Luigne, e Loch Dairbrech.
Nemed fundou dois fortes reais, Rath Chimbaith em Semne e Rath Chindeich em Ui Niallain. Rath Cindleich foi escavado em um dia por Boc, Roboc, Ruibne e Rotan, os quatro filhos de Matan Munremar. Nemed os matou antes do nascer da manhã seguinte.
Doze planícies foram limpas por Nemed na Irlanda: Mag Cera, Mag Eba, Mag Cuile Tolaid, e Mag Luirg em Connacht: Mag Seired em Tethba; Mag Tochair em Tir Eogain; Mag Selmne em Araide; Mag Macha em Airgialla; Mag Muirthemne em Brega; Mag Bernsa em Leinster; Leccmag e Mag Moda em Munster.

## Morte e Legado
Nove anos após chegar à Irlanda, Nemed morreu de praga, juntamente com três mil do seu povo. Foi enterrado no monte de Ard Nemid na Great Island em Cork Harbour.
Seus seguidores foram então oprimidos por Morc e Canand dos Fomorianos, que viviam na Torre de Conand em Tory Island. Dois terços de suas crianças, trigo e leite tinham que ser dados a eles todo Samhain. Mas 207 anos após a morte de Nemed, eles se revoltaram contra tal fardo, seiscentos homens, liderados por três campeões, Semul filho de Iarbonel o Adivinho, Erglan filho de Beoan filho de Starn, e o filho de Nemed, Fergus "Red-Side", destruiram a Torre de Conand, matando Conand e seus herdeiros. Mas Morc retaliou e uma grande batalha seguiu-se. O mar se ergueu contra ele, apenas um navio contendo trinta guerreiros escapou e o último dos seguidores de Nemed deixou a Irlanda, fazendo com que a ilha ficasse novamente vazia por outros 200 anos.

## Ligações Externas
- The Invasion of Nemed, ed. and tr. Vernam Hull, "The Invasion of Nemed." Modern Philology  33 (1935). 119-123. Available from Thesaurus Linguae Hibernicae.